# جوزيف غريني
جوزيف غريني هو سياسي كندي، ولد في 1890، وتوفي في 17 ديسمبر 1969.